# Нетен Чоклинг
Нетен Чоклинг Гьюрме Дордже (англ. Neten Chokling Gyurme Dordje, Вайли: gnas brtan mchog gling rin po che; род. 10 августа 1973) — бутанский лама, имеет титул ринпоче, также известный киноактёр и кинорежиссёр.

## Биография
Родился в 1973 году в бедной семье в Вангди-Пходранге в Бутане. Был узнан Его Святейшеством Кармапой и Дилго Кхьенце Ринпоче. Кармапа назвал его Гьюрме Дордже. В семь лет его отвезли в монастырь в Бире, он прошёл инициацию как ринпоче в городе Клемент в монастыре Нгедон Гацал Линг. Перед прибытием в свой монастырь он также был возведён на трон в Румтеке Его Святейшеством Кармапой. Он получил передачи Кангьюр, Ньингма Гьюбум, Ньингма Кама, Ринчен Тердзо и Чоклинг Терсар, а также многие другие учения от Кьенце Ринпоче.
Он является духовным лидером монастыря Пема Эвам Чогар Гьюрме Линг в Бире в Химачал-Прадеш в Индии.
Он приобрёл известность как киноактёр, когда сыграл ведущую роль в фильме Дзонгсара Кхьенце «Кубок» (1999). Он также принимал участие в съёмках фильма «Маги и странники» (2004).
Он поставил также фильм «Миларепа», который он снимал несколько лет и закончил в 2006 году. Этот фильм участвовал в нескольких кинофестивалях. Сейчас Ринпоче планирует съёмку второй части фильма про Миларепу.
Ринпоче является нагпой, практикующим в миру. У него есть жена Чоянг и маленький сын Оргьен Джигме Рабсел Дава, которого в 2006 году Трульшик Ринпоче признал как перерождение Тулку Ургена Ринпоче. Осенью 2008 года он отправился на обучение в свой монастырь Ка-Нинг Шедруб Линг в Катманду.

## Линия перерождений

### Второй Нетен Чоклинг Нгёдон Друбпей Дордже
- Полное жизнеописание Архивная копия от 6 августа 2004 на Wayback Machine

### Третий Нетен Чоклинг Пема Гьюме
- Полное жизнеописание Архивная копия от 6 августа 2004 на Wayback Machine